# Zirconolite
La zirconolite est un minéral composé d'un titanate de calcium et de zirconium, de formule CaZrTi2O7. Elle peut également contenir du thorium, de l'uranium, du cérium, du niobium et du fer ; la présence de thorium ou d'uranium rend le minéral radioactif.
La zirconolite est de couleur marron ou noir. On la trouve notamment sur le volcan Lewotolo, en Indonésie.